# Estalkh Kūh
Estalkh Kūh (persiska: Esţalkh Kūh, استلخ کوه, استل کوه) är en ort i Iran.   Den ligger i provinsen Gilan, i den nordvästra delen av landet, 190 km nordväst om huvudstaden Teheran. Estalkh Kūh ligger 1 718 meter över havet och antalet invånare är 213.
Terrängen runt Estalkh Kūh är lite bergig. Runt Estalkh Kūh är det ganska glesbefolkat, med 45 invånare per kvadratkilometer. Närmaste större samhälle är Deylamān, 11,5 km nordost om Estalkh Kūh. Trakten runt Estalkh Kūh består till största delen av jordbruksmark.